# Llista d'episodis de televisió de Batman
Batman és una sèrie de televisió estatunidenca de la dècada de 1960. El següent llistat mostra els episodis de la sèrie amb els títols segons el doblatge en català de TV3 i en el seu ordre original (ja que a l'emissió catalana es varen emetre en diferent ordre).

## Resum
| Temporada | Temporada | Episodis | Estrena                | Final              | Final |
| --------- | --------- | -------- | ---------------------- | ------------------ | ----- |
|           | 1         | 34       | 12 de gener de 1966    | 5 de maig de 1966  |       |
|           | 2         | 60       | 7 de setembre de 1966  | 30 de març de 1967 |       |
|           | 3         | 26       | 14 de setembre de 1967 | 14 de març de 1968 |       |

## Episodis

### Temporada 1 (1966)
| Episodi | Títol                                                                                    | Data d'emissió original | Data d'emissió a Catalunya |
| ------- | ---------------------------------------------------------------------------------------- | ----------------------- | -------------------------- |
| 1       | «Hola, Enigma» «Hi Diddle Riddle»                                                        | 12 de gener de 1966     | 18 d'octubre de 1987       |
| 2       | «Just al mig de la qüestió» «Smack in the Middle»                                        | 13 de gener de 1966     | 25 d'octubre de 1987       |
| 3       | «Bergants amb plomes» «Fine Feathered Finks»                                             | 19 de gener de 1966     | 1 de novembre de 1987      |
| 4       | «El Pingüí és un ocellot de mal averany» «The Penguin's a Jinx»                          | 20 de gener de 1966     | 8 de novembre de 1987      |
| 5       | «El Jòker es descontrola» «The Joker is Wild»                                            | 26 de gener de 1966     | 29 de novembre de 1987     |
| 6       | «En Batman s'enrabia» «Batman Is Riled»                                                  | 27 de gener de 1966     | 6 de desembre de 1987      |
| 7       | «Congelació instantània» «Instant Freeze»                                                | 2 de febrer de 1966     | 13 de desembre de 1987     |
| 8       | «A les rates els agrada el formatge» «Rats Like Cheese»                                  | 3 de febrer de 1966     | 20 de desembre de 1987     |
| 9       | «Zelda la gran» «Zelda The Great»                                                        | 9 de febrer de 1966     | 15 de novembre de 1987     |
| 10      | «Morir de mala mort» «A Death Worse Than Fate»                                           | 10 de febrer de 1966    | 22 de novembre de 1987     |
| 11      | «Un enigma a cada hora, fa l'Enigma fora» «A Riddle a Day Keeps the Riddler Away»        | 16 de febrer de 1966    | 21 de febrer de 1988       |
| 12      | «Quan la rata és lluny, els ratolins fan festa» «When the Rat's Away the Mice Will Play» | 17 de febrer de 1966    | 28 de febrer de 1987       |
| 13      | «El tretzè barret» «The Thirteenth Hat»                                                  | 23 de febrer de 1966    | 6 de març de 1988          |
| 14      | «En Batman es manté ferm» «Batman Stands Pat»                                            | 24 de febrer de 1966    | 13 de març de 1988         |
| 15      | «El Jòker va a l'escola» «The Joker Goes to School»                                      | 2 de març de 1966       | 27 de desembre de 1987     |
| 16      | «El Jòker troba la sabata del seu peu» «He Meets His Match, The Grisly Ghoul»            | 3 de març de 1966       | 3 de gener de 1988         |
| 17      | «Cara o Cara Falsa» «True or False-Face»                                                 | 9 de març de 1966       | 10 de gener de 1988        |
| 18      | «Per totes les corredisses» «Holy Rat Race»                                              | 10 de març de 1966      | 17 de gener de 1988        |
| 19      | «Fellonia felina» «The Purr-fect Crime»                                                  | 16 de març de 1966      | 24 de gener de 1988        |
| 20      | «Més sort una altra vegada» «Better Luck Next Time»                                      | 17 de març de 1966      | 31 de gener de 1988        |
| 21      | «El Pingüí va pel bon camí» «The Penguin Goes Straight»                                  | 23 de març de 1966      | 7 de febrer de 1988        |
| 22      | «No corris tant, Pingüí» «Not Yet, He Ain't»                                             | 24 de març de 1966      | 14 de febrer de 1988       |
| 23      | «El cercle de cera» «The Ring of Wax»                                                    | 30 de març de 1966      | 20 de març de 1988         |
| 24      | «No hi ha més cera que la que crema» «Give 'Em the Axe»                                  | 31 de març de 1966      | 27 de març de 1988         |
| 25      | «El Jòker tira trumfos» «The Joker Trumps an Ace»                                        | 6 d'abril de 1966       | 3 d'abril de 1988          |
| 26      | «En Batman marca la pauta» «Batman Sets the Pace»                                        | 7 d'abril de 1966       | 10 d'abril de 1988         |
| 27      | «La maledicció del rei Tut» «The Curse of Tut»                                           | 13 d'abril de 1966      | Sense anunciar             |
| 28      | «El faraó està encarcarat» «The Pharaoh's in a Rut»                                      | 14 d'abril de 1966      | Sense anunciar             |
| 29      | «The Bookworm Turns»                                                                     | 20 d'abril de 1966      | Sense anunciar             |
| 30      | «While Gotham City Burns»                                                                | 21 d'abril de 1966      | Sense anunciar             |
| 31      | «Morir a càmera lenta» «Death in Slow Motion»                                            | 27 d'abril de 1966      | Sense anunciar             |
| 32      | «La mala idea de l'Enigma» «The Riddler's False Notion»                                  | 28 d'abril de 1966      | Sense anunciar             |
| 33      | «Dimonis endimoniats» «Fine Finny Fiends»                                                | 4 d'abril de 1966       | Sense anunciar             |
| 34      | «En Batman la fa grossa» «Batman Makes the Scenes»                                       | 5 d'abril de 1966       | Sense anunciar             |

### Temporada 2 (1966-1967)
| Episodi | Títol                                                                      | Data d'emissió original | Data d'emissió a Catalunya |
| ------- | -------------------------------------------------------------------------- | ----------------------- | -------------------------- |
| 35      | «Les fletxes del mal» «Shoot a Crooked Arrow»                              | 7 de setembre de 1966   | Sense anunciar             |
| 36      | «Vés pel bon camí» «Walk the Straight and Narrow»                          | 7 de setembre de 1966   | 15 de maig de 1988         |
| 37      | «Del foc a les brases» «Hot Off the Griddle»                               | 14 de setembre de 1966  | 22 de maig de 1988         |
| 38      | «La gata i el violinista» «The Cat and the Fiddle»                         | 15 de setembre de 1966  | 8 de maig de 1988          |
| 39      | «El xantatge del trobador» «The Minstrel's Shakedown»                      | 15 de setembre de 1966  | 29 de maig de 1988         |
| 40      | «Batman a la brasa?» «Barbecued Batman?»                                   | 15 de setembre de 1966  | 5 de juny de 1988          |
| 41      | «L'encanteri d'en Tut» «The Spell of Tut»                                  | 28 de setembre de 1966  | 12 de juny de 1988         |
| 42      | «El cas d'en Tut tancat» «Tut's Case is Shut»                              | 29 de setembre de 1966  | 19 de juny de 1988         |
| 43      | «La gran mare de tots» «The Greatest Mother of Them All»                   | 5 d'octubre de 1966     | 24 de juliol de 1988       |
| 44      | «La mare Parker» «Ma Parker»                                               | 6 d'octubre de 1966     | 31 de juliol de 1988       |
| 45      | «El Rei-otger reincideix» «The Clock King's Crazy Crimes»                  | 12 d'octubre de 1966    | 18 de setembre de 1988     |
| 46      | «La coronació del Rei-otger» «The Clock King Gets Crowned»                 | 13 d'octubre de 1966    | 25 de setembre de 1988     |
| 47      | «Es cova un ou a Gotham» «An Egg Grows in Gotham»                          | 19 d'octubre de 1966    | 7 d'agost de 1988          |
| 48      | «Ous podrits a Gotham» «The Yegg Foes in Gotham»                           | 20 d'octubre de 1966    | 14 d'agost de 1988         |
| 49      | «Els ditets del dimoni» «The Devil's Fingers»                              | 27 d'octubre de 1966    | 21 d'agost de 1988         |
| 50      | «Els ditets assassins» «The Dead Ringers»                                  | 27 d'octubre de 1966    | 28 d'agost de 1988         |
| 51      | «Un pingüí per alcalde» «Hizzonner the Penguin»                            | 2 de novembre de 1966   | 10 de juliol de 1988       |
| 52      | «La campanya del Pingüí» «Dizzoner the Penguin»                            | 3 de novembre de 1966   | 17 de juliol de 1988       |
| 53      | «Gel verd» «Green Ice»                                                     | 9 de novembre de 1966   | 26 de juny de 1988         |
| 54      | «Fred intens» «Deep Freeze»                                                | 10 de novembre de 1966  | 3 d'abril de 1988          |
| 55      | «Un Jòker poc pràctic» «(The Impractical Joker)»                           | 16 de novembre de 1966  | 4 de setembre de 1988      |
| 56      | «La provocació del Jòker» «(The Joker's Provokers)»                        | 17 de novembre de 1966  | 11 de setembre de 1988     |
| 57      | «Marsha, reina de diamants» «Marsha, Queen of Diamonds»                    | 23 de novembre de 1966  | 2 d'octubre de 1988        |
| 58      | «El pla diamantí de la Marsha» «Marsha's Scheme of Diamonds»               | 24 de novembre de 1966  | 9 d'octubre de 1988        |
| 59      | «Torna Pena» «Come Back, Shame»                                            | 30 de novembre de 1966  | Sense anunciar             |
| 60      | «L'important és com jugues» «It's How You Play the Game»                   | 1 de desembre de 1966   | Sense anunciar             |
| 61      | «El niu del pingüí» «The Penguin's Nest»                                   | 7 de desembre de 1966   | 17 d'abril de 1988         |
| 62      | «L'últim acudit de l'ocellot» «The Bird's Last Jest»                       | 8 de desembre de 1966   | 24 d'abril de 1988         |
| 63      | «El miol de la gata» «The Cat's Meow»                                      | 14 de desembre de 1966  | Sense anunciar             |
| 64      | «La tortura xinesa d'en Batman» «The Bat's Kow Tow»                        | 15 de desembre de 1966  | Sense anunciar             |
| 65      | «El misteri està servit» «The Puzzles Are Coming»                          | 21 de desembre de 1966  | Sense anunciar             |
| 66      | «El duet fantàstic cau molt avall» «The Duo is Slumming»                   | 22 de desembre de 1966  | Sense anunciar             |
| 67      | «L'Adormidor es presenta» «The Sandman Cometh»                             | 28 de desembre de 1966  | Sense anunciar             |
| 68      | «La Gatona s'absenta» «The Catwoman Goeth»                                 | 29 de desembre de 1966  | Sense anunciar             |
| 69      | «La caputxa contaminada» «The Contaminated Cowl»                           | 4 de gener de 1967      | Sense anunciar             |
| 70      | «El barretaire envesteix» «The Mad Hatter Runs Afoul»                      | 5 de gener de 1967      | Sense anunciar             |
| 71      | «Els crims del Zodíac» «The Zodiac Crimes»                                 | 11 de gener de 1967     | Sense anunciar             |
| 72      | «La mala ratxa del Jòker» «The Joker's Hard Times»                         | 12 de gener de 1967     | Sense anunciar             |
| 73      | «El Pingüí diu que nanai» «The Penguin Declines»                           | 18 de gener de 1967     | Sense anunciar             |
| 74      | «La Gatona malcuada» «That Darn Catwoman»                                  | 19 de gener de 1967     | Sense anunciar             |
| 75      | «Fuig, Gatona mal cuada» «Scat! Darn Catwoman»                             | 25 de gener de 1967     | Sense anunciar             |
| 76      | «El Pingüí és el millor amic de la dona» «Penguin Is a Girl's Best Friend» | 26 de gener de 1967     | Sense anunciar             |
| 77      | «El Pingüí marca la pauta» «Penguin Sets a Trend»                          | 1 de febrer de 1967     | Sense anunciar             |
| 78      | «El desastrós final del Pingüí» «Penguin's Disastrous End»                 | 2 de febrer de 1967     | Sense anunciar             |
| 79      | «L'aniversari d'en Batman» «Batman's Anniversary»                          | 8 de febrer de 1967     | Sense anunciar             |
| 80      | «Una controvèrsia enigmàtica» «A Riddling Controversy»                     | 9 de febrer de 1967     | Sense anunciar             |
| 81      | «L'última rialla del Jòker» «The Joker's Last Laugh»                       | 15 de febrer de 1967    | Sense anunciar             |
| 82      | «L'epitafi del Jòker» «The Joker's Epitaph»                                | 16 de febrer de 1967    | Sense anunciar             |
| 83      | «La Gatona va a la universitat» «Catwoman Goes to College»                 | 22 de febrer de 1967    | Sense anunciar             |
| 84      | «En Batman llueix la seva sapiència» «Batman Displays His Knowledge»       | 23 de febrer de 1967    | Sense anunciar             |
| 85      | «Una part del pastís» «A Piece of the Action»                              | 1 de març de 1967       | Sense anunciar             |
| 86      | «La satisfacció d'en Batman» «Batman's Satisfaction»                       | 2 de març de 1967       | Sense anunciar             |
| 87      | «El cop de mà del rei Tut» «King Tut's Coup»                               | 8 de març de 1967       | Sense anunciar             |
| 88      | «La desfeta d'en Batman» «Batman's Waterloo»                               | 9 de març de 1967       | Sense anunciar             |
| 89      | «La vídua negra torna a la càrrega» «Black Widow Strikes Again»            | 15 de març de 1967      | Sense anunciar             |
| 90      | «Enxampats al cau de l'Aranya» «Caught in the Spider's Den»                | 16 de març de 1967      | Sense anunciar             |
| 91      | «Pop Goes the Joker»                                                       | 22 de març de 1967      | Sense anunciar             |
| 92      | «Flop Goes the Joker»                                                      | 23 de març de 1967      | Sense anunciar             |
| 93      | «L'espia de gel» «Ice Spy»                                                 | 29 de març de 1967      | Sense anunciar             |
| 94      | «El duet desafinat» «The Duo Defy»                                         | 30 de març de 1967      | Sense anunciar             |

### Temporada 3 (1967-1968)
| Episodi | Títol                                                             | Data d'emissió original | Data d'emissió a Catalunya |
| ------- | ----------------------------------------------------------------- | ----------------------- | -------------------------- |
| 95      | «La Batnoia entra i el Pingüí surt» «Enter Batgirl, Exit Penguin» | 14 de setembre de 1967  | Sense anunciar             |
| 96      | «Endevina endevinalla» «Ring Around the Riddler»                  | 21 de setembre de 1967  | Sense anunciar             |
| 97      | «El cant de la sirena» «The Wail of the Siren»                    | 28 de setembre de 1967  | Sense anunciar             |
| 98      | «La cursa del Pingüí» «The Sport of Penguins»                     | 5 d'octubre de 1967     | Sense anunciar             |
| 99      | «Un cavall d'un altre color» «A Horse of Another Color»           | 12 d'octubre de 1967    | Sense anunciar             |
| 100     | «El Tut més cruel de tots» «The Unkindest Tut of All»             | 19 d'octubre de 1967    | Sense anunciar             |
| 101     | «Louie, el Lila» «Louie, the Lilac»                               | 26 d'octubre de 1967    | Sense anunciar             |
| 102     | «L'ou i jo» «The Ogg and I»                                       | 2 de novembre de 1967   | Sense anunciar             |
| 103     | «Com incubar un dinosaure» «How to Hatch a Dinosaur»              | 9 de novembre de 1967   | Sense anunciar             |
| 104     | «Jòker, el rei del surf» «Surf's Up! Joker's Under!»              | 16 de novembre de 1967  | Sense anunciar             |
| 105     | «Els lladronicis de Londrinia» «The Londinium Larcenies»          | 23 de novembre de 1967  | Sense anunciar             |
| 106     | «Visions nuvoloses» «The Foggiest Notion»                         | 30 de novembre de 1967  | Sense anunciar             |
| 107     | «Aquella maleïda torre» «The Bloody Tower»                        | 7 de desembre de 1967   | Sense anunciar             |
| 108     | «La Gatona vestida per matar» «Catwoman's Dressed to Kill»        | 14 de desembre de 1967  | Sense anunciar             |
| 109     | «L'ou i la reina» «The Ogg Couple»                                | 21 de desembre de 1967  | Sense anunciar             |
| 110     | «Les fabuloses malifetes felines» «The Funny Feline Felonies»     | 28 de desembre de 1967  | Sense anunciar             |
| 111     | «Les bromes de la Gatona» «The Joke's on Catwoman»                | 4 de gener de 1968      | Sense anunciar             |
| 112     | «Els lilas letals de Louie» «Louie's Lethal Lilac Time»           | 11 de gener de 1968     | Sense anunciar             |
| 113     | «Nora Clavicle and the Ladies' Crime Club»                        | 18 de gener de 1968     | Sense anunciar             |
| 114     | «El Pingüí escombra cap a casa» «Penguin's Clean Sweep»           | 25 de gener de 1968     | Sense anunciar             |
| 115     | «The Great Escape»                                                | 1 de febrer de 1968     | Sense anunciar             |
| 116     | «The Great Train Robbery»                                         | 8 de febrer de 1968     | Sense anunciar             |
| 117     | «I'll Be a Mummy's Uncle»                                         | 22 de febrer de 1968    | Sense anunciar             |
| 118     | «El plat volador del Jòker» «The Joker's Flying Saucer»           | 29 de febrer de 1968    | Sense anunciar             |
| 119     | «The Entrancing Dr. Cassandra»                                    | 7 de març de 1968       | Sense anunciar             |
| 120     | «Minerva, Mayhem and Millionaires»                                | 14 de març de 1968      | Sense anunciar             |